# Ivar Nørgaard
Pour les articles homonymes, voir Nørgaard.
Ivar Nørgaard, né le 26 juillet 1922 à Kongens Lyngby (Danemark) et mort le 3 novembre 2011 à Bagsværd (Danemark), est un homme politique danois, membre des Sociaux-démocrates, ancien ministre et ancien député au Parlement (le Folketing).